# Salesópolis
Salesópolis est une ville brésilienne de l'État de São Paulo.